# Милфорд (тауншип, Миннесота)
Милфорд (англ. Milford) — тауншип в округе Браун, Миннесота, США. На 2000 год его население составило 793 человека.

## География
По данным Бюро переписи населения США площадь тауншипа составляет 102,5 км², из которых 101,5 км² занимает суша, а 1,0 км² — вода (0,96 %).

## Демография
По данным переписи населения 2000 года здесь находились 793 человека, 269 домохозяйств и 225 семей.  Плотность населения —  7,8 чел./км².  На территории тауншипа расположено 279 построек со средней плотностью 2,7 построек на один квадратный километр. Расовый состав населения: 99,37 % белых, 0,25 % азиатов, 0,25 % — других рас США и 0,13 % приходится на две или более других рас. Испанцы или латиноамериканцы любой расы составляли 0,50 % от популяции тауншипа.
Из 269 домохозяйств в 42,0 % воспитывались дети до 18 лет, в 79,2 % проживали супружеские пары, в 2,6 % проживали незамужние женщины и в 16,0 % домохозяйств проживали несемейные люди. 13,4 % домохозяйств состояли из одного человека, при том 3,7 % из — одиноких пожилых людей старше 65 лет. Средний размер домохозяйства — 2,94, а семьи — 3,23 человека.
29,5 % населения — младше 18 лет, 6,8 % — в возрасте от 18 до 24 лет, 27,5 % — от 25 до 44, 24,0 % — от 45 до 64, и 12,2 % — старше 65 лет. Средний возраст — 39 лет. На каждые 100 женщин приходилось 113,2 мужчин.  На каждые 100 женщин старше 18 приходилось 115,8 мужчин.
Средний годовой доход домохозяйства составлял 57 813 долларов, а средний годовой доход семьи —  58 854 доллара. Средний доход мужчин —  36 833  доллара, в то время как у женщин — 25 729. Доход на душу населения составил 20 417 долларов. За чертой бедности находились 3,8 % семей и 3,2 % всего населения тауншипа, из которых 2,3 % младше 18 и 2,5 % старше 65 лет.